# جوف الفم
جوف الفم أو التجويف الفموي (بالإنجليزية: oral cavity)‏ هو الحيز الواقع أمام البلعوم الفموي وتتشكل جدرانه من الخدين والشفتين العلوية والسفلية. ينفصل جوف الفم عن جوف الأنف ببنية عظمية تدعى الحنك الصلب. عند فتح الفم يكون جوف الفم متصلاً مع الوسط الخارجي.

## التقسيم التشريحي
يقسم جوف الفم تشريحياً (أثناء إطباق الأسنان) إلى قسمين: قسم داخلي كبير يدعى جوف الفم المخصوص (جوف الفم بالخاصة)، وقسم خارجي صغير يدعى دهليز الفم. ينفصل القسمان عن بعضهما بواسطة الأسنان واللثتين العلوية والسفلية، ولكن القسمين يبقيان متصلين عبر فسحة واقعة خلف الرحى الأخيرة وأمام فرع الفك السفلي.

## المحتويات
يحتوي جوف الفم على عناصر هامة في عملية الهضم. فالأسنان لها دور هام في عملية قطع وتمزيق وطحن الطعام، واللسان له دور في هام في عمليتي التذوق والبلع بالإضافة لدوره (غير الهضمي) في الكلام. يفتح على جوف الفم قنوات الغدد اللعابية والتي تفرز اللعاب الهام في عملية الهضم.

## بطانة جوف الفم
تبطن جوف الفم بظهارة رصفية مطبقة مخاطية في جميع أجزائه عدا ظهر اللسان وقبة الحنك واللثتين حيث تكون الظهارة من النمط المتقرن.